# 섬기린초
섬기린초(학명: Sedum takesimense)는 한국 토종의 야생화로 동해의 두 한국 섬 울릉도와 독도에서 자란다. 다양한 기린초는 돌나물과에 속한다. 섬기린초는 울릉도에서 흔히 볼 수 있는 야생화이다. 뿔을 가진 상상의 동물 기린의 모습과 닮아 섬기린초라는 이름을 갖게 되었다. 섬기린초는 7월에 돌틈에 햇볕이 드는 곳에서노란색 꽃을 피운다. 울릉도는 독특한 자연 환경과 생태계를 가지고 있으며 많은 토종 식물들의 자생지이다. 한국의 가장 동단 섬인 독도에서 또한 마찬가지로 울릉도와의 지리적 근접성 때문에 동일한 식물들이 많이 자란다.

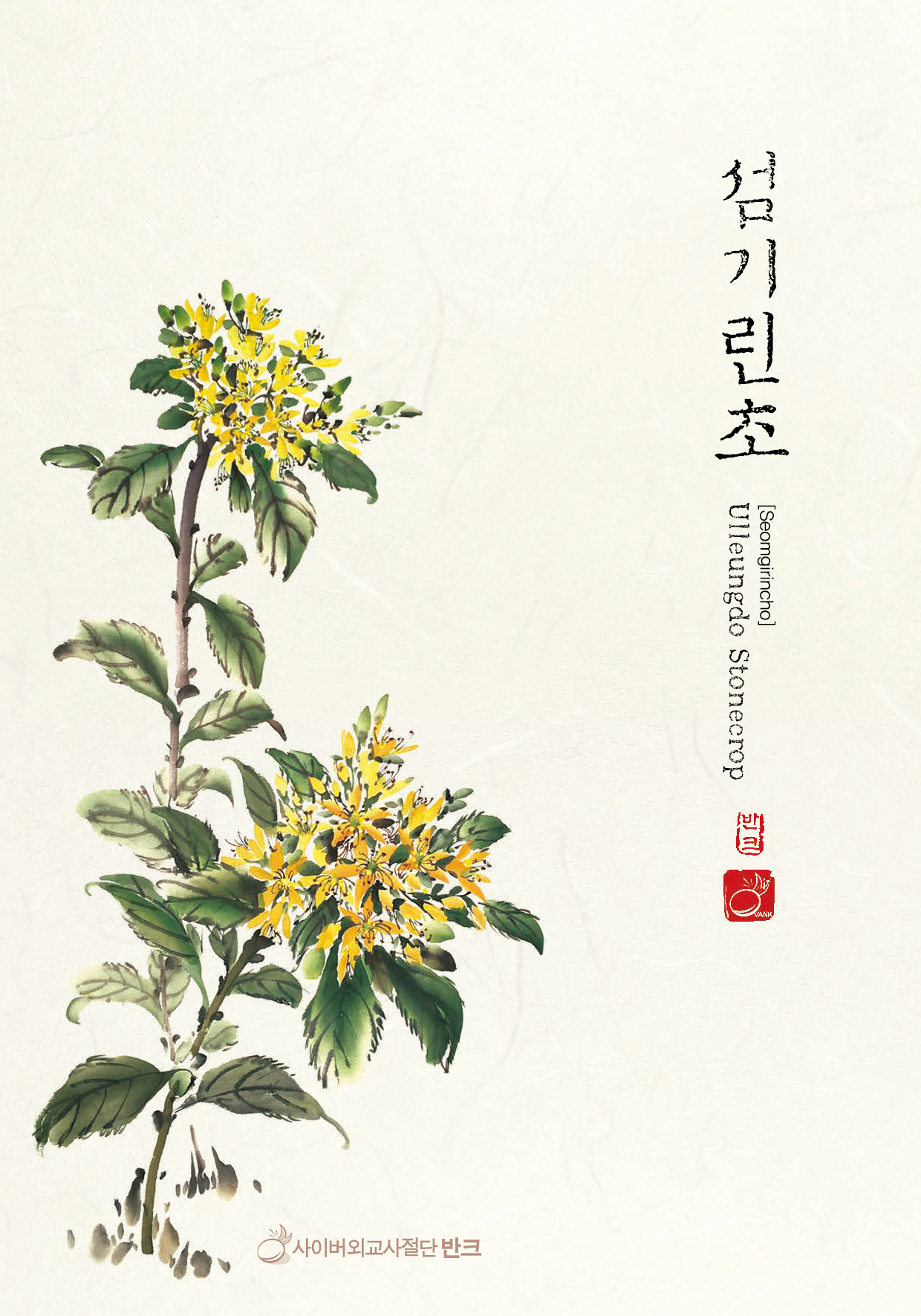
Seomgiricho, also called Ulleungdo Stonecrop

## 학명(Sedum takesimense)의 유래
섬기린초의 학명은 ‘Sedum takesimense’인데 그 유래는 일본 식물분류학자인 나카이 타케노신(Nakai Takenoshin)에 있다. 일본이 한국을 식민지로 삼았던 일제강점기(1910-1945)에 나카이는 본인이 일하던 조선총독부에서 한국의 식물을 찾아 정리하고 소개하면서 본인의 이름과 함께 섬기린초의 주요분포지인 울릉도와 독도 중 독도의 일본식 표기인 ‘Takeshima’를 사용하여 ‘Sedum takesimense Nakai’로 학명을 등재하였다. 이후 명명자를 생략한 ‘Sedum takesimense’로 현재까지 사용되고 있다.